# Sub Focus
Nick Douwma, känd som Sub Focus, född 13 april 1982 i Guildford, England, Storbritannien, är en brittisk musikproducent inom den elektroniska genren. Den 12 oktober 2009 släppte han sitt självbetitlade debutalbum. Det andra albumet, Torus, släpptes den 30 september 2013.

## Diskografi

### Album
- 2009 – Sub Focus
- 2013 – Torus

### Singlar
| År   | Namn                                  | Album     |
| ---- | ------------------------------------- | --------- |
| 2008 | "Timewarp / Join the Dots"            | Sub Focus |
| 2009 | "Rock It / Follow the Light"          | Sub Focus |
| 2009 | "Could This Be Real / Triple X"       | Sub Focus |
| 2010 | "Splash" (feat. Coco)                 | Sub Focus |
| 2011 | "Falling Down" (feat. Kenzie May)     | Torus     |
| 2012 | "Out the Blue" (feat. Alice Gold)     | Torus     |
| 2012 | "Tidal Wave" (feat. Alpines)          | Torus     |
| 2013 | "Endorphins" (feat. Alex Clare)       | Torus     |
| 2013 | "Turn It Around" (feat. Kele Okereke) | Torus     |